# Nicolas Deyeux
Nicolas Deyeux, né à Paris le 26 mars 1745 où il est mort le 27 avril 1837, est un pharmacien et chimiste français.

## Biographie
Il dirige pendant vingt ans une officine privée à Paris, puis devient successivement pharmacien de l'empereur Napoléon Ier, professeur à l'École de pharmacie, professeur de chimie à la Faculté de Médecine, membre du Conseil d'Hygiène publique et de Salubrité, membre de l'Académie des sciences, élu en 1797, et de l'Académie de médecine. De 1782 à 1797, il est rédacteur de la Bibliothèque physico-économique avec Antoine Parmentier.
Deyeux a publié avec ce dernier des recherches sur le lait, le sang, l'acide gallique. On lui doit en outre des travaux sur l'éther nitreux, sur l'huile de ricin, l'acide toenzoïque, l'acide pyroligneux, les eaux minérales de Passy, l'extraction du sucre de betterave. Il consigna le fruit de ses recherches dans de nombreux mémoires publiés dans les recueils scientifiques du temps.
Le genre végétal Deyeuxia porte son nom.

## Publications
- avec Antoine Parmentier, Précis d’Expériences et Observations sur les différentes espèces de Lait, considérées dans leurs rapports avec la Chimie, la Médecine et l’Économie rurale, Strasbourg : chez F. G. Levrault, et Paris : chez Th. Barrois et chez Mme Huzard, 1798, in-8°, 420 p.

## Source
Cet article comprend des extraits du Dictionnaire Bouillet. Il est possible de supprimer cette indication, si le texte reflète le savoir actuel sur ce thème, si les sources sont citées, s'il satisfait aux exigences linguistiques actuelles et s'il ne contient pas de propos qui vont à l'encontre des règles de neutralité de Wikipédia.